# Резолюция Совета Безопасности ООН 1832
Резолюция Совета Безопасности ООН 1832 — резолюция Совета Безопасности ООН, которая была единогласно принята 27 августа 2008 года.

## Резолюция
Утром 27 августа 2008 года Совет Безопасности определил, что ситуация в Ливане по-прежнему создает угрозу международному миру и безопасности, и продлевает мандат Временных сил ООН в Ливане (ЮНИФИЛ) до 31 августа 2009 года.
Единогласно приняв резолюцию 1832 (2008), Совет дал высокую оценку позитивной роли миссии, развертывание которой вместе с ливанскими вооруженными силами помогло создать новую стратегическую среду на юге Ливана и приветствовало расширение скоординированной деятельности между ними.
Совет также призвал все заинтересованные стороны уважать прекращение боевых действий и «голубой линии» в полном объёме и неукоснительно выполнять свои обязательства по обеспечению безопасности ЮНИФИЛ и других сотрудников Организации Объединенных Наций, в том числе путем избежания любых действий, которые ставят под угрозу их персонал и путём обеспечения миссии была предоставлена полная свобода передвижения в пределах её сферы деятельности.
Совет далее призвал к полному сотрудничеству в достижении постоянного прекращения огня и долгосрочного решения, как это предусмотрено в резолюции 1701 (2006), и просил Генерального секретаря продолжать представлять доклад об осуществлении этой резолюции каждые четыре месяца или в любом которое он сочтет целесообразным.
Продление было запрошено в письме 18 августа от Генерального секретаря и от премьер-министра Ливана и рекомендовано в последующем письме от 21 августа на имя Генерального секретаря.
Выступая после принятия текста, Даниил Кармон, представитель Израиля, выразил признательность за сложную задачу войск ЮНИФИЛ на местах и высоко оценил их работу, которая чревата все возрастающей сложностью и проблемами, особенно в последние годы. Прошло уже более двух лет с момента принятия резолюции 1701, но проблемы с мандатом ЮНИФИЛ были больше, чем когда-либо, в свете присутствия и массового передислокации вооруженных сил «Хезболлы», как на севере, так и на юге от реки Литани, и продолжающейся транспортировки оружия из Ирана и Сирии в нарушение резолюций Совета Безопасности. В недавнем докладе Генерального секретаря об осуществлении резолюции 1701 были освещены проблемы, с которыми сталкивается ЮНИФИЛ, и четко изложил несколько инцидентов, связанных с враждебными вооруженными группами. Эти инциденты были всего лишь образцом большого феномена опасности для региональной стабильности и угрозы безопасности персонала ЮНИФИЛ.
Он ожидал, что ЮНИФИЛ принять меры в области операций для того, чтобы эта область не была использована для враждебных действий любого рода. Поскольку все были свидетелями, это был действительно большой вызов. Новые политические руководящие принципы ливанского правительства ещё больше усложнили способность ЮНИФИЛ выполнять свой мандат, а те, которые сфокусировали суть резолюции 1701, и выразили обеспокоенность в связи с обязательством ливанского правительства распространить свою власть над всей ливанской территорией и обеспечить, чтобы оружия и без вмешательства на своей территории. Резолюция 1701 требует разоружения всех вооруженных групп в Ливане, но новые руководящие принципы, по сути, поддерживают «Хезболлу».
Наваф Салам, представитель Ливана, сказал, что решение Совета очень важно, поскольку вторая годовщина подошла к принятию резолюции, которая учредила ЮНИФИЛ. Свидетельством соблюдения Ливана были такие шаги, как развертывание армии на юге Ливана. Отчеты, представленные Совету, были серьезно восприняты Ливаном. Это был Израиль, который не в полном объёме резолюции, которая продолжает нарушать свои условия и, кто упорствовал в отказе сотрудничать с ООН по вопросу о кассетных бомбах. Вопрос о фермах Шебаа также остался нерешенным. Были ли какие-либо сомнения в отношении того, какая сторона несет ответственность за неспособность добиться полного осуществления резолюции? В газетах содержались сообщения о том, что израильские официальные лица отказываются встретиться с Ливаном по таким вопросам, как обсуждение в границах. Израиль также выступил с угрозами в отношении Ливана. Было направлено письмо с призывом к Генеральному секретарю направить Израиль на выполнение своих обязательств по резолюции 1701 (2006).